# Piratska stranka Slovenije
Die Piratska stranka Slovenije (Piratenpartei Slowenien) ist eine politische Partei in Slowenien. Sie wurde am 17. Oktober 2012 nach dem Vorbild der Piratenparteien anderer Länder gegründet und am 5. November 2012 als Partei anerkannt.

## Geschichte
Am 10. Juni 2009, drei Tage nach dem Wahlerfolg der Piratpartiet bei der Europawahl in Schweden, fanden sich erstmals Interessenten an einer slowenischen Piratenpartei zusammen. Bereits 2011 trat die Gruppierung der Pirate Parties International bei, bevor 2012 die offizielle Gründung erfolgte.
Bei der Europawahl in Slowenien 2014 trat die Partei erstmals an. Sie erreichte 2,56 % der Stimmen. Bei der Wahl zur Staatsversammlung am 13. Juli 2014 erreichte sie 1,34 %. Bei der Wahl zur Staatsversammlung am 3. Juni 2018 erreichte sie 2,15 %. Bei der Wahl zur Staatsversammlung am 24. April 2022 erreichte sie 1,63 %.
Bei der Präsidentschaftswahl 2022 unterstützte die Partei die unabhängige Kandidatin Nataša Pirc Musar, welche die Wahl gewinnen konnte.

## Positionen
In ihrem Grundsatzprogramm nennen die slowenischen Piraten sieben zentrale Forderungen:
- Respektierung der Menschenrechte
- Der Schutz der Daten- und Privatsphäre
- Ein freies und neutrales Internet
- Transparenz in allen politisch und staatlichen Institutionen
- Eine Reform des Urheberrechts (Copying monopoly reform)
- Offene Standards und Dateiformate
- Die Förderung freier Software